# بالبوآ (کائوکا)
بالبوآ (کائوکا) (به اسپانیایی: Balboa, Cauca) یک سکونتگاه مسکونی در کلمبیا است که در بخش کائوکا واقع شده‌است.

## خصوصیات
بالبوآ ۳۶۰ کیلومترمربع مساحت و ۲۷٬۰۳۰ نفر جمعیت دارد و ۱٬۲۰۰ متر بالاتر از سطح دریا واقع شده‌است.